# Kamienica przy ul. Żelaznej 65 w Warszawie
Kamienica przy ul. Żelaznej 65 – budynek, który znajdował się w Warszawie przy ul. Żelaznej, na terenie osiedla Mirów w dzielnicy Wola. Kamienicę rozebrano w 2011 roku.

## Historia
Kamienica została wybudowana w 1877 r. dla hrabiego Feliksa Trzaski.
W czasie II wojny światowej kamienica stanowiła granicę getta warszawskiego i przy niej znajdowała się brama wjazdowa do dzielnicy żydowskiej. Przetrwała także walki powstania warszawskiego.
W 2004 roku doszło do katastrofy budowlanej – zawaliła się część dachu, a następnie części ściany frontowej. W 2009 kamienica została przekazana Gminie Wyznaniowej Żydowskiej w Warszawie, która deklarowała chęć odbudowy kamienicy. Jeszcze w tym samym roku kamienica została odsprzedana firmie Liberty Development Polska, będącej posiadaczem sąsiedniego zespołu fabryki Duschik i Szolce, wpisanego do wojewódzkiego rejestru zabytków. W 2011 dokonano rozbiórki grożących zawaleniem według opinii dewelopera pozostałości kamienicy.